# Legges kuifarend
De Legges kuifarend (Nisaetus kelaarti; synoniem: Spizaetus kelaarti) is een roofvogel uit de familie van de Accipitridae (Havikachtigen). De Nederlandse (en Engelse) naam is een eerbetoon aan de Australische ornitholoog William Vincent Legge, die deze vogel in 1878 heeft beschreven.

## Verspreiding en leefgebied
Deze soort komt voor in Sri Lanka en zuidwestelijk India.

## Status
De Legges kuifarend komt niet als aparte soort voor op de lijst van het IUCN, maar is daar een ondersoort van de Aziatische kuifarend (N. nipalensis kelaarti).